# Kanada i olympiska vinterspelen 1948
Kanada deltog med 28 deltagare vid de olympiska vinterspelen 1948 i Sankt Moritz. Totalt vann de två guldmedaljer och en bronsmedalj.

## Medaljer

### Guld
- Murray Dowey, Bernard Dunster, Jean Gravelle, Patrick Guzzo, Walter Halder, Thomas Hibberd, Henri-André Laperriere, John Lecompte, George Mara, Albert Roméo Renaud, Reginald Schroeter och Irving Taylor - Ishockey.
- Barbara Ann Scott - Konståkning.

### Brons
- Suzanne Morrow och Wallace Diestelmeyer - Konståkning.